# Окская набережная (Нижний Новгород)
О́кская набережная — набережная вдоль левого берега реки Оки в Нижнем Новгороде. В 2021 году территория была благоустроена в единое прогулочное пространство на участке от Канавинского моста к территории Стрелки.

## История

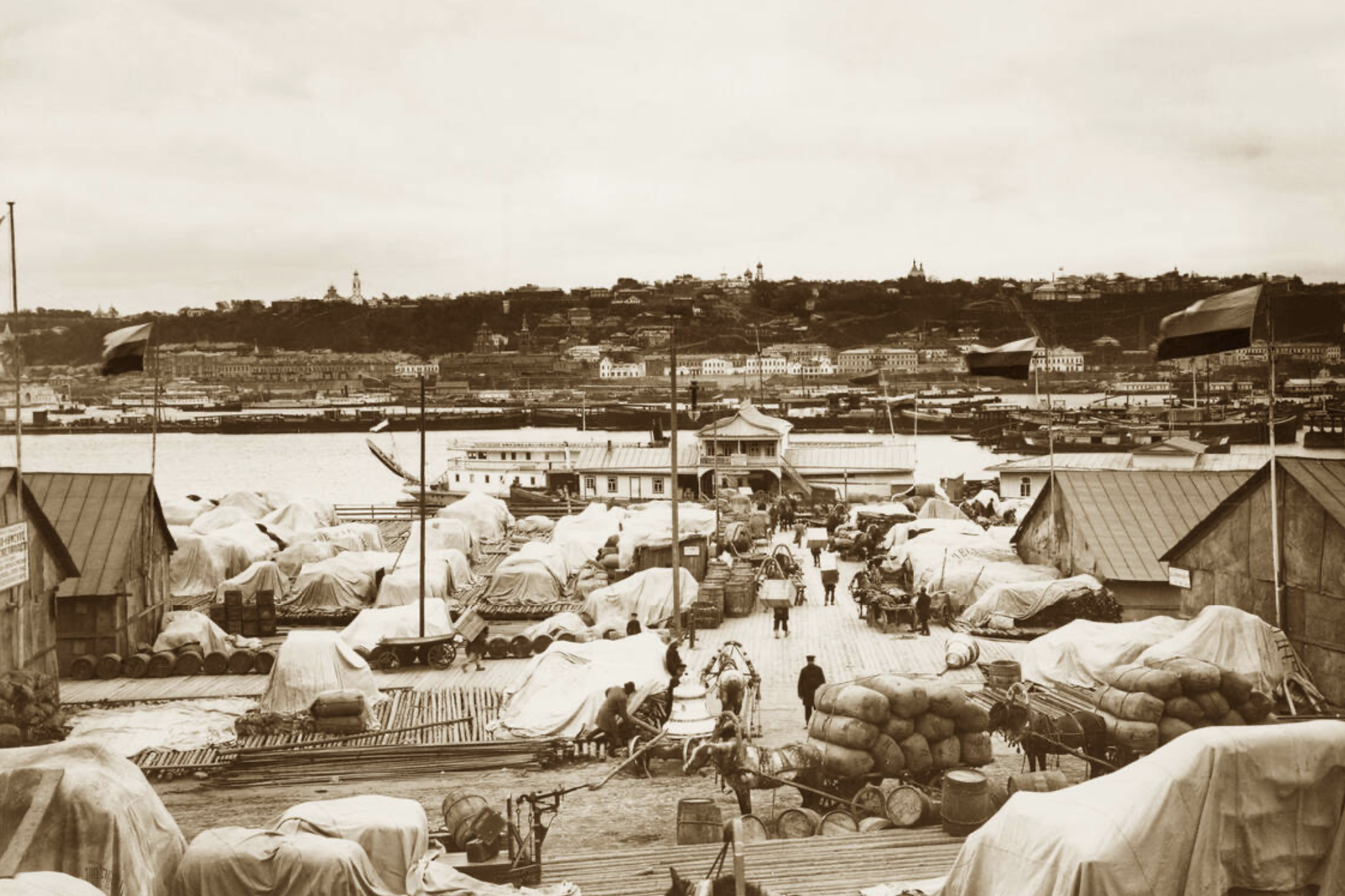
Петербургские пристани 1870-е годы. Фото М. П. Дмитриева

С переносом в 1817 году крупнейшей в стране ярмарки из Макарьева, где произошёл крупный пожар, в Нижний Новгород, активно начинает застраиваться левый берег Оки напротив исторического центра Нижнего Новгорода. План новой Нижегородской ярмарки разрабатывался под руководством Августина Бетанкура, а архитектором ярмарки стал Огюст Монферран. Согласно плану, за собором Александра Невского вдоль Волги вытянулась Сибирская пристань, снабжённая рельсовым ходом, по которому вагоны перемещают конной тягой, а вдоль Оки, на месте современной Окской набережной — Петербургские пристани. Здесь располагались лавки, торговавшие железными и стальными изделиями. В основном это был товар нижегородских кустарей.
В советские годы ещё до Великой Отечественной войны пристани были переоборудованы в крупный речной порт с постоянными причалами, кроме того, проведена значительная реконструкция  берега Оки, который ранее подвергался периодическим затоплениям.

## Современность
Во время работы грузового порта часть территории Стрелки, в том числе современной Окской набережной, была недоступна для свободного доступа.
К Чемпионату мира по футболу в 2018 году на территории Стрелки провели временное благоустройство. Тогда же около собора Александра Невского появилась большая парковка, которая в последствии не использовалась в полной мере. Части Окской набережной не были связаны между собой, а вид на исторический центр Нижнего Новгорода скрывали ограждения.
К 800-летию Нижнего Новгорода бюро Megabudka под кураторством Института развития городской среды Нижегородской области разработало концепцию благоустройства набережной. План прорабатывался для всей территории набережной, то есть от Метромоста до собора Александра Невского на Стрелке. Однако после детального обследования конструкций набережной оказалось, что часть берегоукрепления находится в аварийном состоянии, поэтому реализацию комплексной концепции разделили на два этапа. И в 2021 году благоустроили участок от Канавинского моста до собора Александра Невского.
На карте Нижнего Новгорода появилась новая точка — Окская набережная. Около собора Александра Невского создали озеленённый сквер. Вдоль береговой линии набережной установили смотровые площадки, у бывшей ярмарочной гостиницы Ермолаевых появился амфитеатр с видом на реку, где установили столики и стулья. Под Канавинским мостом впервые обустроили проход с уличным освещением к улице Советской. Первая очередь благоустройства новой Окской набережной сформировала связанный пешеходный маршрут, объединивший Стрелку и Ярмарку.

## Примечательные здания
- Здание бывшей гостиницы Ермолаевых и амфитеатр перед нимБывшая гостиница Ермолаевых

ул. Стрелка, 1

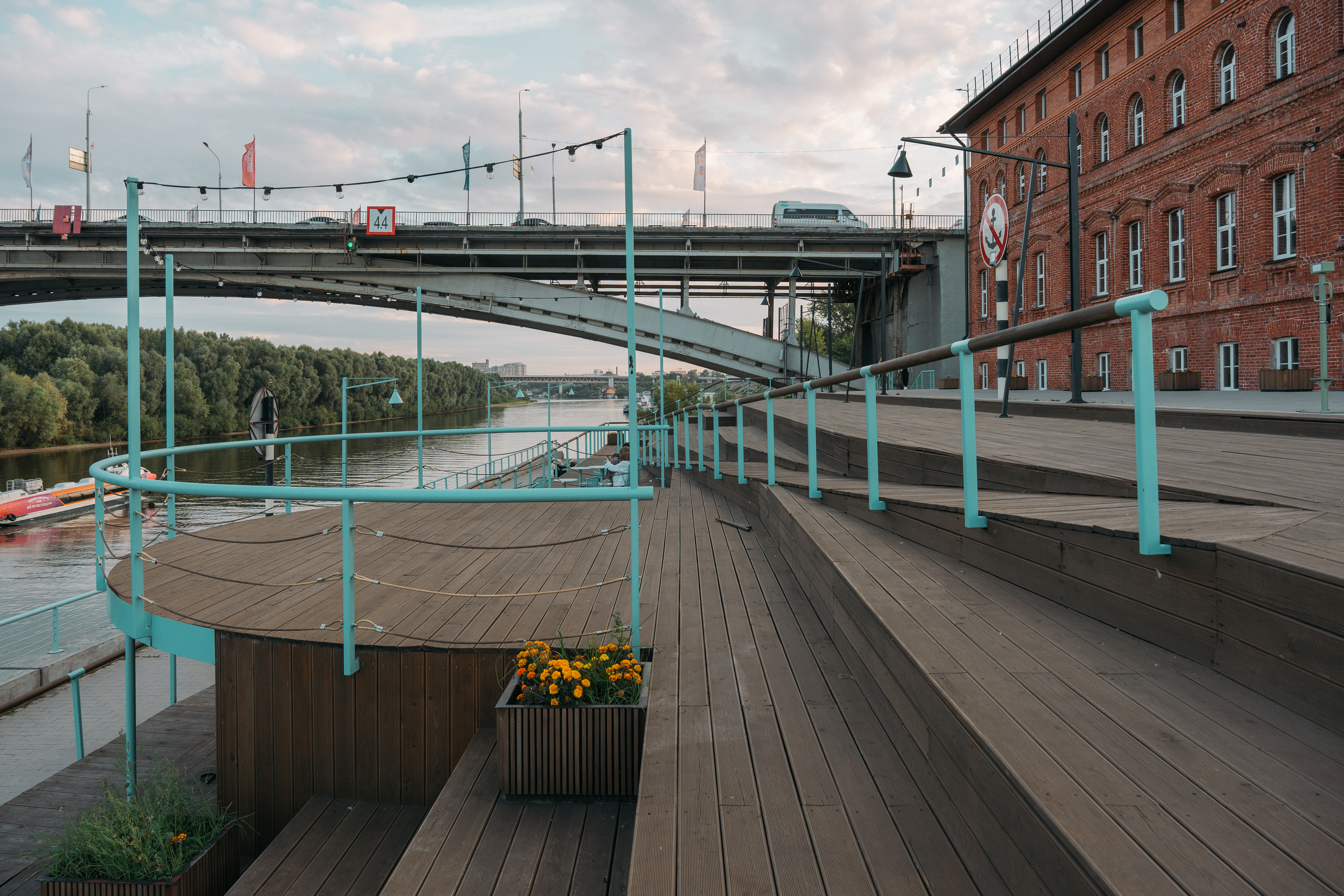
Здание бывшей гостиницы Ермолаевых и амфитеатр перед ним

Трёхэтажное здание из красного кирпича. Ярмарочная (биржевая) гостиница Ермолаевых появилась в Нижнем Новгороде в 1869 году по инициативе купца Фёдора Ермолаева.
- Здание Управления ГИБДД ГУ МВД России по Нижегородской области

ул. Стрелка, 3
Комплекс зданий в стиле модерн относится ко 2-й половине XIX века. Строения предназначались для выставочных корпусов Нижегородской ярмарки.
- Собор святого благоверного князя Александра Невского

ул. Стрелка, 3а
Православный храм, построенный в 1868—1881 годах по проекту архитектора Льва Владимировича Даля. Высота храма с крестом составляет 87 метров — это один из самых высоких соборов России.

## Галерея

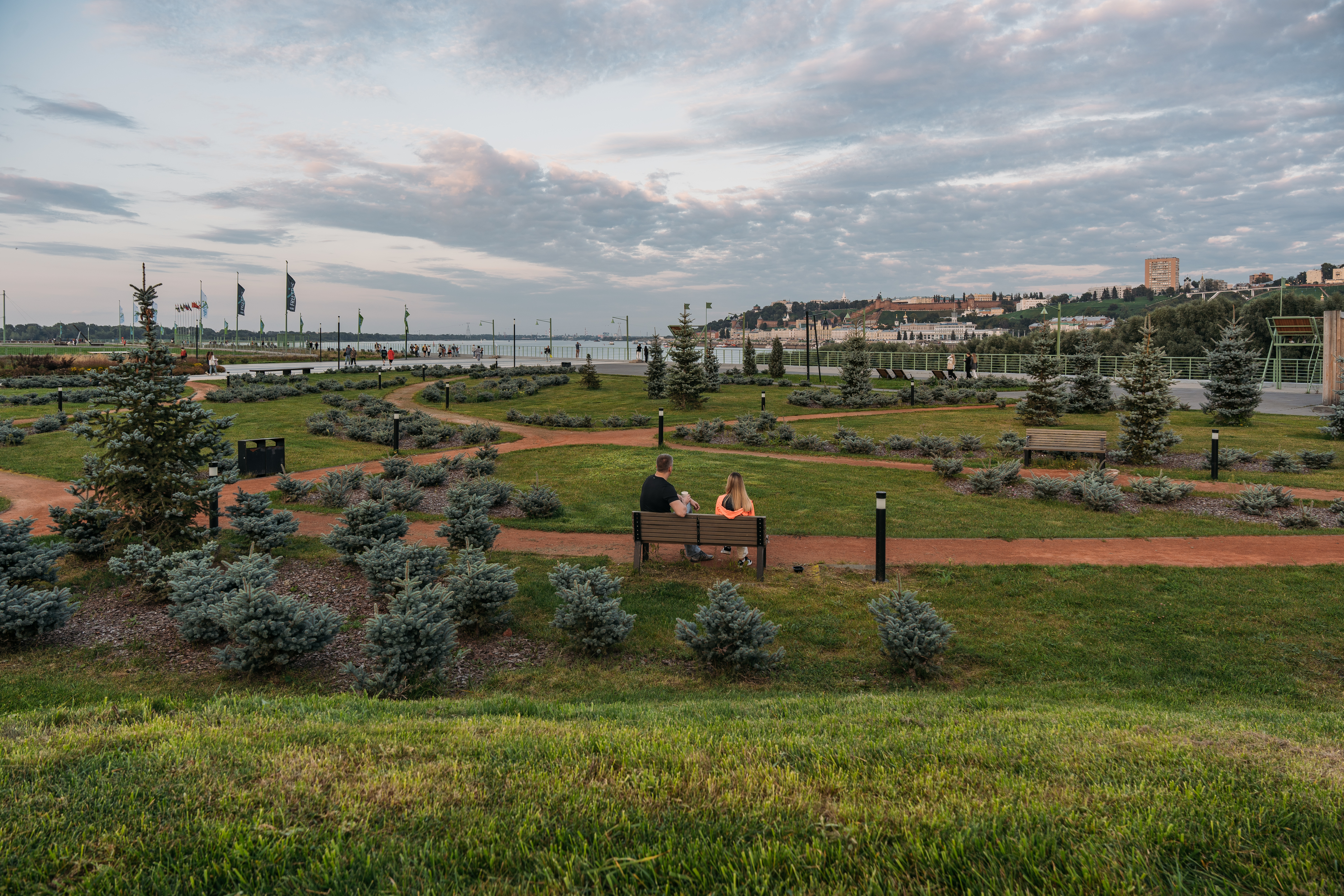
Окская набережная включает в себя прогулочную зону вдоль реки и озеленённый сквер
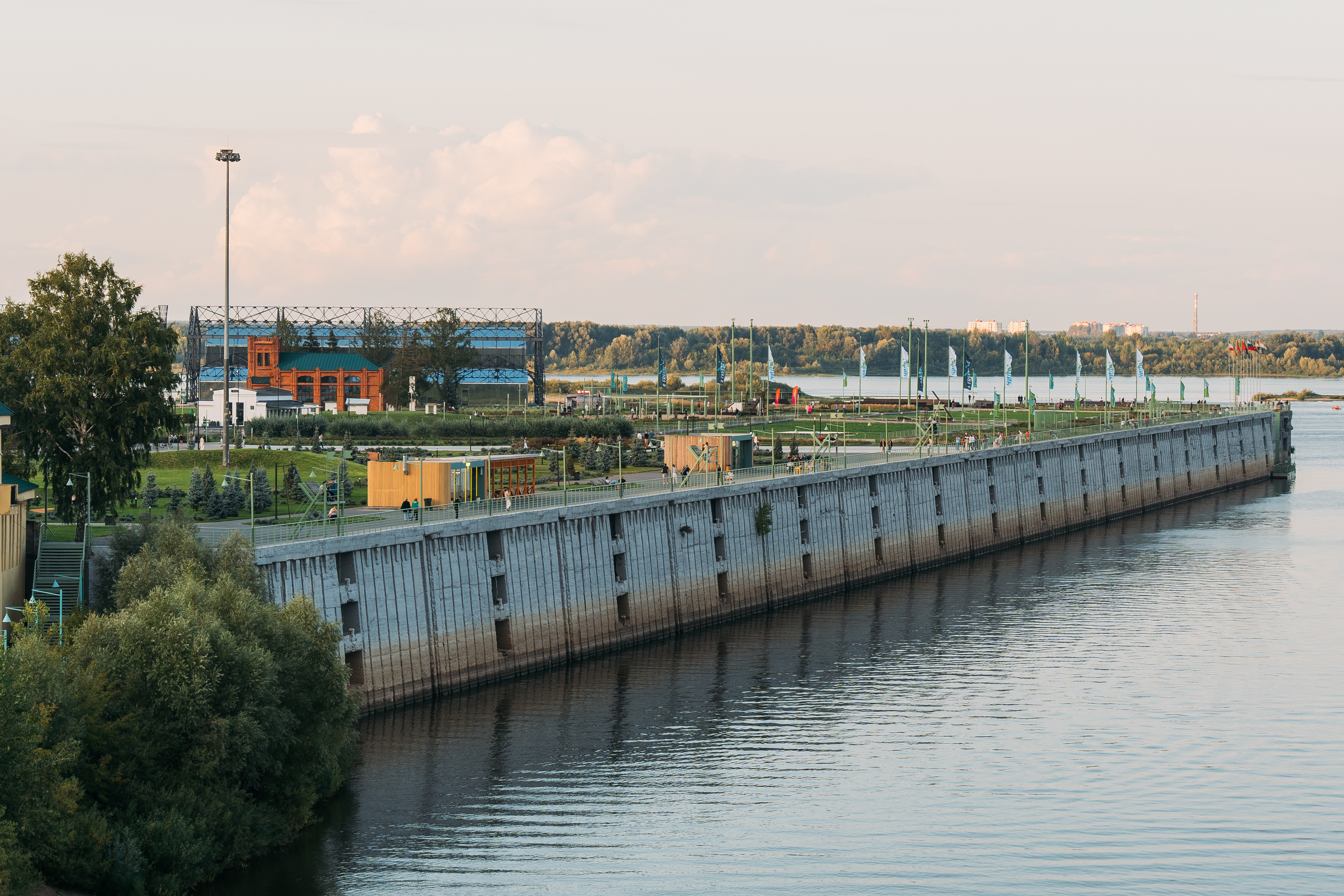
Вид на Окскую набережную в сторону Стрелки с Канавинского моста
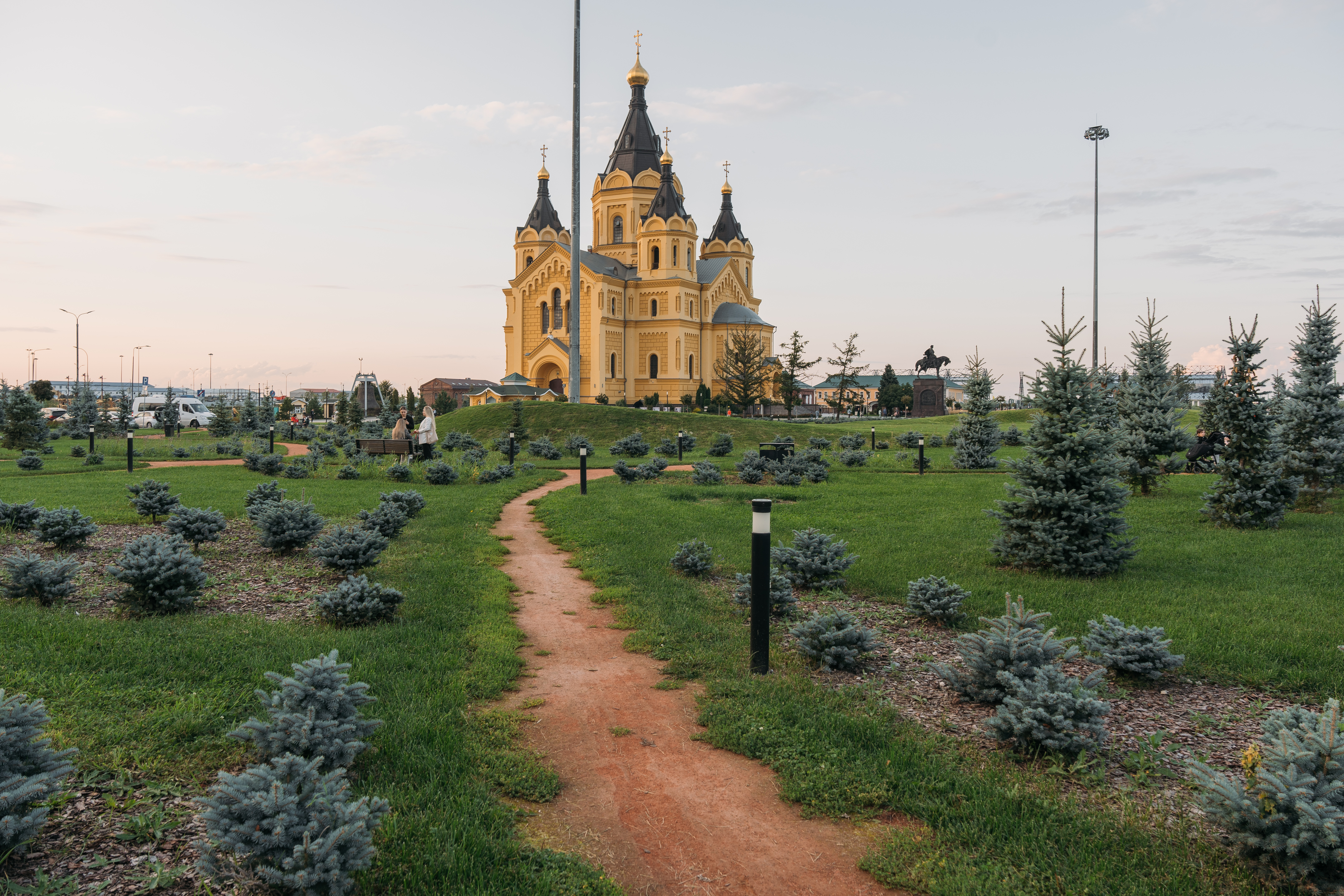
Кафедральный собор Александра Невского и сквер перед ним
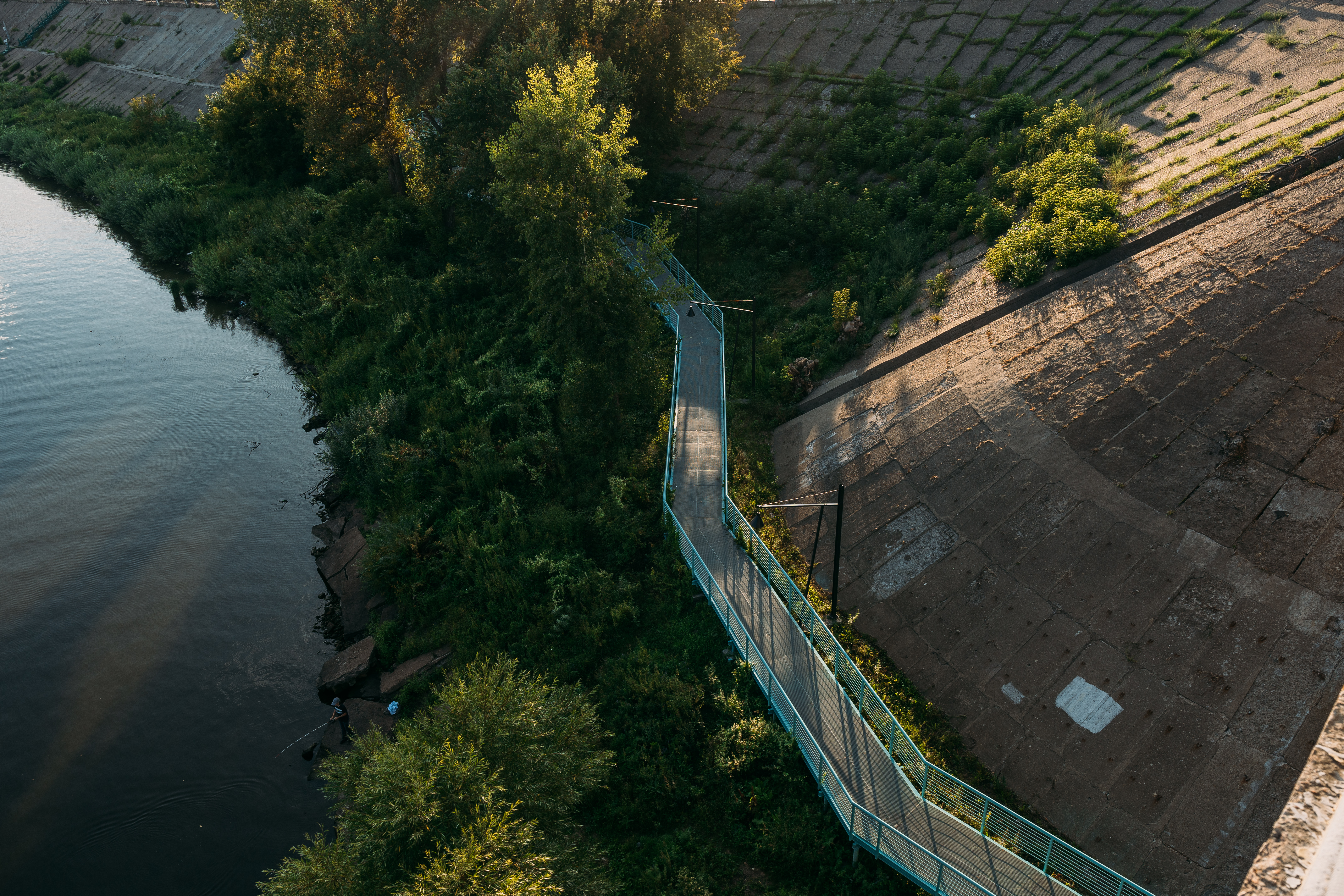
Под Канавинским мостом идёт переход от Окской набережной к улице Советской и Ярмарке